# نوونیکلایفکا (استان آمور)
نوونیکلایفکا (به لاتین: Novonikolayevka) یک منطقهٔ مسکونی در روسیه است که در استان آمور واقع شده‌است.